# Invertébrés sur timbres d'Islande
L'Islande a émis régulièrement des timbres avec des fleurs et des animaux.

## 1982
| Valeur faciale | Légende                                                      | Remarque |
| -------------- | ------------------------------------------------------------ | -------- |
| 20 a           | Buccinum undatum — Beitukóngur — Dessinateur : Guillaume     |          |
| 600 a          | Chlamys islandica — Hörpudiskur — Dessinateur : M. Monvoisin |          |